# Constricta africana
Constricta africana là một loài nấm trong chi đơn loài Constricta, họ Agaricaceae.